# Majdan Gołogórski
Majdan Gołogórski (ukr. Майдан Гологірський) – wieś w rejonie złoczowskim, położona na południowy-zachód od Złoczowa, nad Złotą Lipą. 
Nazwa pochodzi od słowiańskiego słowa majdan. Powierzchnia: 2038 km². W roku 2005 zamieszkiwało ją 348 mieszkańców. Na północy znajduje się miejscowość Lackie Wielkie oraz wioska Zalesie; na południowym wschodzie leżą Remizowce; na południu Kondratów a na zachód od Majdanu znajduje się wieś Gołogóry. W południowej stronie wioski wznosi się wzgórze Horajec (Hracz) (ok. 430 m n.p.m.)

## Położenie
Według Słownika geograficznego Królestwa Polskiego i innych krajów słowiańskich z końca XIX w.: Majdan Gołogórski to wieś w powiecie złoczowskim, położona 13 km na południowy-zachód od sądu powiatowego w Złoczowie i 6 km na północny-wschód od Gołogóry. Właścicielem obszaru dworskiego jest konwent oo. dominikanów w Podkamieniu pod Brodami. We wsi jest szkoła filialna.

## Ludność
Według spisu z roku 1880 było 307 mieszkańców w gminie, w tym 32 wyznania rz.-kat., 17 izrael., reszta obrządku gr.-kat., parafie rzym.-kat. i gr.-kat. znajdowały się w Gołogórach.

## Historia
Wieś założona w 1300 r. W 1884 na wschodnim krańcu wsi znajdowała się karczma Szarga. W latach 1772–1918 w Królestwie Galicji i Lodomerii w Cesarstwie Austriackim. W latach 1918–1939 wieś i gmina w powiecie złoczowskim, województwa tarnopolskiego RP. Od 1991 na terytorium niepodległej Ukrainy, w obwodzie lwowskim.